# 트리핀 딜레마
트리핀 딜레마(Triffin's Dilemma)는 준비 통화가 국제 경제에 원활히 쓰이기 위해 풀리려면 준비 통화 발행국의 적자가 늘어나고, 반대로 준비 통화 발행국이 무역 흑자를 보면 준비 통화가 덜 풀려 국제 경제가 원활해지지 못하는 역설이다. 특히 1944년 출범한 브레튼 우즈 체제하에서의 역설을 가리킨다.

## 해결방안에 대한 고찰
미국 달러가 직면한 대표적인 불균형 문제인 트리핀 딜레마(Triffin’s dilemma)를 푸는 데 암호화폐가 실마리를 제공할 수 있다고 미국 중앙은행인 연방준비제도 세인트루이스 지사의 연구 부문을 이끄는 부회장인 경제학자 데이비드 안돌파토(David Andolfatto)가 주장했다. 그는 지난 2월 온라인으로 진행한 질의응답 중에 암호화폐의 새로운 가능성을 언급하였다. 안돌파토는 트리핀 딜레마에 대한 질문에 이렇게 대답을 하였다.“트리핀 딜레마는 세계의 기축통화로 쓰이는 통화를 발행하는 나라가 당면하는 양날의 검을 잘 나타낸다. 만약 민간에서 발행하는 암호화폐(private cryptocurrency)가 현재 전 세계 각 나라의 외환 보유고에 있는 미국 달러화를 대체한다면 미국 달러화가 당면한 트리핀 딜레마는 해결될 것이다." 이 밖에도 암호화폐가 신용화폐로서 미국 달러를 대체할 수 있다고 생각하는지, 미국의 연방준비제도이사회(Federal Reserve Board of Governors)에서 암호화폐에 관한 통화정책을 시행하는 것도 고려하고 있는지 등 다양한 질문이 나왔다. 안돌파토는 위의 두 질문 모두 부정적인 답변을 남겼다. 기본적으로 암호화폐는 민간에서 발행한 돈이기 때문에 중앙은행이 영향을 미칠 수 없다는 것이다. 또, 달러의 발행과 거래를 굳이 탈중앙화된 합의 방식을 거쳐 분산원장에 기록해야 할 필요가 없으므로 달러가 암호화폐로 대체되는 일은 없으리라고 안돌파토는 덧붙였다. 마지막으로 안돌파토는 암호화폐 수요가 현재 기축통화의 수요를 대체할 만큼 높지 않다고 말하였다.

## 같이 보기
- 브레턴우즈 체제
- 준비 통화
- 불가능의 삼각정리